# بريندون ناش
بريندون نـاش هو لاعب هوكي الجليد كندي، ولد في 31 مارس 1987 في كاملوبس في كندا.

## وصلات خارجية
- بريندون نـاش على موقع دوري الهوكي الوطني (الإنجليزية)
- بريندون نـاش على موقع EliteProspects.com (الإنجليزية)
- بريندون نـاش على موقع HockeyDB.com (الإنجليزية)
- بريندون نـاش على موقع Hockey-Reference.com (الإنجليزية)